# 四氟环氧乙烷
四氟环氧乙烷是一种有机化合物，化学式为C2F4O，它是三氟乙酰氟的同分异构体。它比环氧乙烷的亲核性更强。
它可以通过X射线照射四氟乙烯和氧气的混合物得到。它受热分解，生成碳酰氟、四氟乙烯和六氟环丙烷，其中后两者由CF2·产生。